# Szegarka
Szegarka (ros.  Шегарка ) – rzeka w Rosji, przepływająca przez teren obwodu nowosybirskiego i tomskiego, lewy dopływ Obu. Długość rzeki wynosi 382 km, powierzchnia zlewni 12 000 km².

## Przebieg rzeki
Źródła rzeki zlokalizowane są na bagnach (Równina Wasiugańska) w północno-wschodniej części obwodu nowosybirskiego. Zasilana wodą głównie z opadów śniegu. Na całej długości rzeka płynie w kierunku północno-wschodnim. Ujście do Obu jako lewy dopływ 15 km poniżej miasta Kriwoszeino w Obwodzie tomskim. 
Rzeka zamarza w okresie od końca października do końca kwietnia. W górnym biegu przez 2 - 3 miesiące całkowicie zamarznięta. 
W rzece występuje wiele gatunków ryb między innymi: szczupak, okoń, płoć, jaź, jelec i jazgarz.